# Откат
Откатът е движението на ствола или цялото оръдие. Той е с посока обратна на посоката на стрелба и енергията се отдава на опората на оръжието - стрелец или лафет. Колкото е по-голяма началната скорост, теглото на снаряда, метателния заряд и оръдието, толкова по-голяма е и силата на отката.